# Israel Hayom

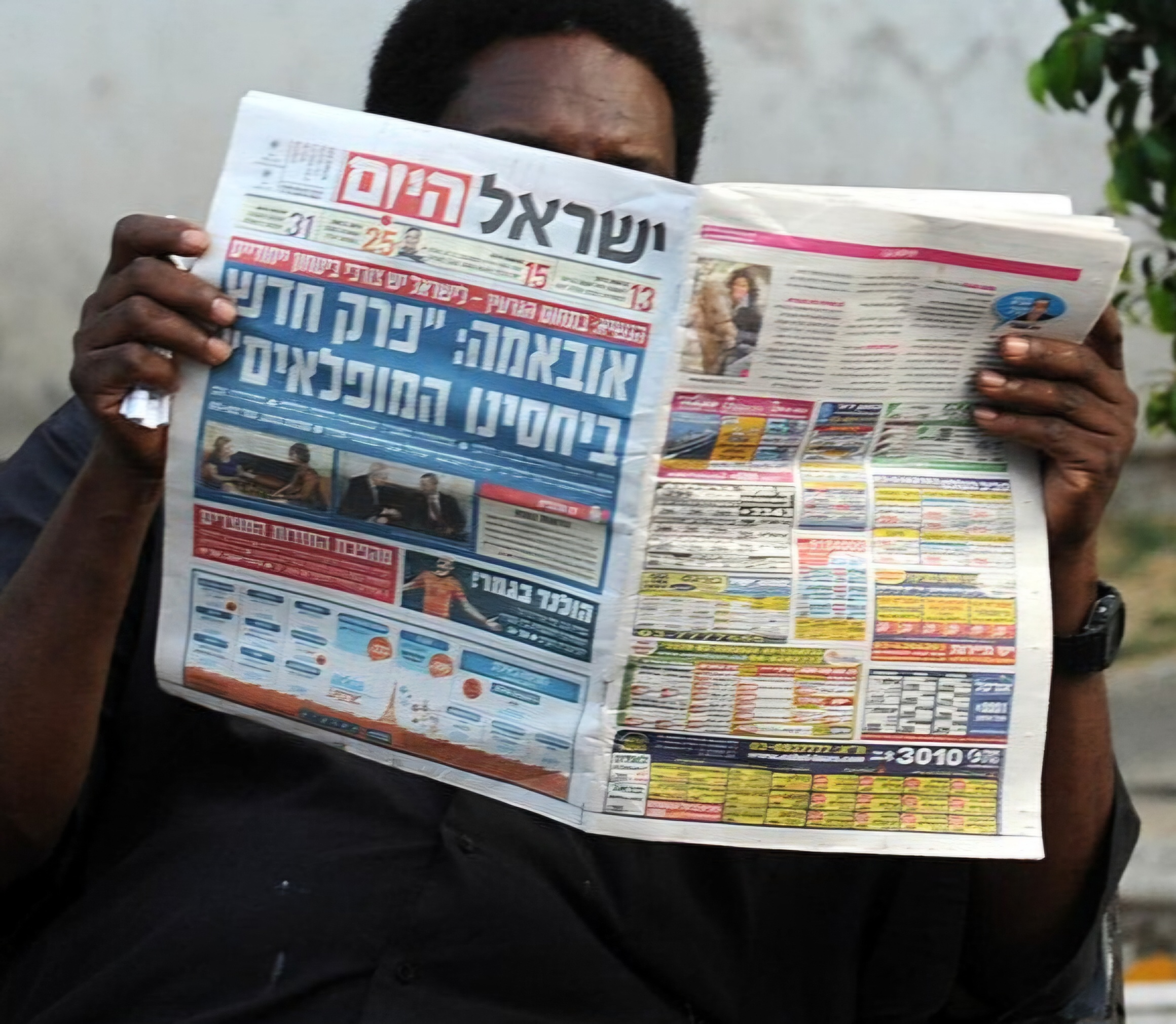
En person läser Israel Hayom

Israel Hayom (hebreiska: יִשְׂרָאֵל הַיּוֹם, “Israel i dag”) är en israelisk dagstidning som ges ut på hebreiska och har en uttalad högerprofil. Den grundades 2007 och finansierades länge av den amerikansk-israeliske miljardären Sheldon Adelson, vilket bidrog till att tidningen snabbt kunde erbjuda gratis distribution och bli en av de mest spridda i Israel.
Tidningen har sedan starten profilerat sig som starkt lojal mot Benjamin Netanyahu och Likud, vilket har väckt återkommande debatt om dess roll i det israeliska medielandskapet. Den konkurrerar främst med tidningar som Yedioth Ahronoth och Haaretz, men har särskilt påverkat den traditionellt dominerande mittenpressen genom sin kostnadsfria distribution och tydliga ideologiska linje.
Sedan 2021 ägs Israel Hayom av familjen Adelsons bolag men har genomgått vissa förändringar i redaktionell ton efter Sheldon Adelsons död.
Israel Hayom innehåller inrikes- och utrikesnyheter, politik, kultur, sport, opinionsmaterial och bilagor, samt en daglig ledarsida. Tidningen har även en engelskspråkig utgåva tillgänglig online.

## Politisk inriktning
Israel Hayom har sedan grundandet 2007 beskrivits som en tidning med center-höger- till högerpolitisk konservativ orientering. Sedan starten har tidningen speglat konservativa och nationalliberala idéer, med särskilt fokus på nationell säkerhet och ekonomisk politik. Tidiga analyser visade att Israel Hayom ofta låg i linje med konservativa värderingar och förespråkade ett starkt nationellt försvar samt var skeptiskt inställda till diplomatiska eftergifter.
År 2016 fick Israel Hayom visst inflytande bortom Israels gränser, då tidningen öppet stödde Donald Trumps presidentvalskampanj – ett tydligt uttryck för dess globala anknytning till konservativa rörelser. Detta stöd förstärkte bilden av tidningen som en förespråkare för högerideologi, inte bara inom Israel utan även internationellt.

## Redaktörer
- Amos Regev 2007–2016
- Boaz Bismuth 2017–2022
- Galit Altstein (tf) 2021
- Omer Lachmanovitch 2022–